# Sigma Sculptoris
Sigma Sculptoris (96 Sculptoris) é uma estrela na direção da constelação de Sculptor. Possui uma ascensão reta de 01h 02m 26.38s e uma declinação de −31° 33′ 07.4″. Sua magnitude aparente é igual a 5.50. Considerando sua distância de 227 anos-luz em relação à Terra, sua magnitude absoluta é igual a 1.29. Pertence à classe espectral A1/A2IV. É uma estrela variável α² Canum Venaticorum.